# Actinarctus doryphorus
Actinarctus doryphorus är en djurart som tillhör fylumet trögkrypare, och som beskrevs av Schulz 1935. Actinarctus doryphorus ingår i släktet Actinarctus och familjen Halechiniscidae. Arten är reproducerande i Sverige.

## Underarter
Arten delas in i följande underarter:
- A. d. doryphorus
- A. d. ocellatus